# Liste des espèces de plantes inscrites à l'Annexe I de la CITES
La liste suivante recense les espèces menacées de plantes inscrites à l'Annexe I de la CITES. 
Sauf mention contraire, l'inscription à l'Annexe d'une espèce inclut l'ensemble de ses sous-espèces et de ses populations.

## Liste[1]
- Famille des Agavaceae :
  - Agave parviflora

- Famille des Apocynaceae :
  - Pachypodium ambongense
  - Pachypodium baronii
  - Pachypodium decaryi

- Famille des Araucariaceae :
  - Araucaria araucana

- Famille des Cactaceae :
  - Ariocarpus spp.
  - Astrophytum asterias
  - Aztekium ritteri
  - Coryphantha werdermannii
  - Discocactus spp.
  - Echinocereus ferreiranus ssp. lindsayorum
  - Echinocereus schmollii
  - Escobaria minima
  - Escobaria sneedii
  - Mammillaria pectinifera
  - Melocactus conoideus
  - Melocactus deinacanthus
  - Melocactus glaucescens
  - Melocactus paucispinus
  - Obregonia denegrii
  - Pachycereus militaris
  - Pediocactus bradyi
  - Pediocactus knowltonii
  - Pediocactus paradinei
  - Pediocactus peeblesianus
  - Pediocactus sileri
  - Pelecyphora spp.
  - Sclerocactus blainei
  - Sclerocactus brevihamatus ssp. tobuschii
  - Sclerocactus brevispinus
  - Sclerocactus cloverae
  - Sclerocactus erectocentrus
  - Sclerocactus glaucus
  - Sclerocactus mariposensis
  - Sclerocactus mesae-verdae
  - Sclerocactus nyensis
  - Sclerocactus papyracanthus
  - Sclerocactus pubispinus
  - Sclerocactus sileri
  - Sclerocactus wetlandicus
  - Sclerocactus wrightiae
  - Strombocactus spp.
  - Turbinicarpus spp.

- Famille des Asteraceae :
  - Saussurea costus

- Famille des Cupressaceae :
  - Fitzroya cupressoides
  - Pilgerodendron uviferum

- Famille des Cycadaceae :
  - Cycas beddomei

- Famille des Euphorbiaceae :
  - Euphorbia ambovombensis
  - Euphorbia capsaintemariensis
  - Euphorbia cremersii
  - Euphorbia cylindrifolia
  - Euphorbia decaryi
  - Euphorbia francoisii
  - Euphorbia moratii
  - Euphorbia parvicyathophora
  - Euphorbia quartziticola
  - Euphorbia tulearensis

- Famille des Fouquieriaceae :
  - Fouquieria fasciculata
  - Fouquieria purpusii

- Famille des Fabaceae :
  - Dalbergia nigra

- Famille des Liliaceae :
  - Aloe albida
  - Aloe albiflora
  - Aloe alfredii
  - Aloe bakeri
  - Aloe bellatula
  - Aloe calcairophila
  - Aloe compressa
  - Aloe delphinensis
  - Aloe descoingsii
  - Aloe fragilis
  - Aloe haworthioides
  - Aloe helenae
  - Aloe laeta
  - Aloe parallelifolia
  - Aloe parvula
  - Aloe pillansii
  - Aloe polyphylla
  - Aloe rauhii
  - Aloe suzannae
  - Aloe versicolor
  - Aloe vossii

- Famille des Nepenthaceae :
  - Nepenthes khasiana
  - Nepenthes rajah

- Famille des Orchidaceae[Note 1] :
  - Aerangis ellisii
  - Cattleya jongheana
  - Cattleya lobata
  - Dendrobium cruentum
  - Mexipedium xerophyticum
  - Paphiopedilum spp.
  - Peristeria elata
  - Phragmipedium spp.
  - Renanthera imschootiana

- Famille des Arecaceae :
  - Dypsis decipiens

- Famille des Pinaceae :
  - Abies guatemalensis

- Famille des Podocarpaceae :
  - Podocarpus parlatorei

- Famille des Rubiaceae :
  - Balmea stormiae

- Famille des Rubiaceae :
  - Sarracenia oreophila
  - Sarracenia rubra ssp. alabamensis
  - Sarracenia rubra ssp. jonesii

- Famille des Stangeriaceae :
  - Stangeria eriopus

- Famille des Zamiaceae :
  - Ceratozamia spp.
  - Encephalartos spp.
  - Microcycas calocoma
  - Zamia restrepoi